# Polymerurus macracanthus
Polymerurus macracanthus is een buikharige uit de familie Chaetonotidae. Het dier komt uit het geslacht Polymerurus. Polymerurus macracanthus werd in 1894 voor het eerst wetenschappelijk beschreven door Lauterborn. 